# Sphenella ypsilon
Sphenella ypsilon är en tvåvingeart som beskrevs av Munro 1933. Sphenella ypsilon ingår i släktet Sphenella och familjen borrflugor. Inga underarter finns listade i Catalogue of Life.